# Eurya distichophylla
Eurya distichophylla är en tvåhjärtbladig växtart som beskrevs av William Botting Hemsley, Forb. och Hemsl. Eurya distichophylla ingår i släktet Eurya och familjen Pentaphylacaceae. Utöver nominatformen finns också underarten E. d. asymmetrica.